# Tori Black
Pour les articles homonymes, voir Chapman et Black.
Tori Black, de son nom patronymique Michelle Chapman, est née le 26 août 1988 à Seattle, est une actrice américaine de films pornographiques.

## Biographie
C'est au cours de l'été 2007 qu'elle fait ses premiers pas dans l'industrie du film "pour adultes". En décembre 2008, elle est « Pet of the Month » dans le magazine Penthouse US.
Elle effectue sa première scène anale dans le film Interactive Sex with Tori Black sorti en 2009.
Elle triomphe aux AVN Awards en janvier 2010 avec cinq récompenses personnelles, ce qui la propulse au rang de superstar internationale. Durant l'été 2010, elle participe aux côtés des actrices françaises Lou Charmelle et Jessie Volt au tournage du film Californique à très gros budget. Au mois d'août 2010, le magazine AVN annonce qu'elle sera la présentatrice des AVN Awards en janvier 2011 avec sa consœur Riley Steele.
Elle joue le rôle de Catwoman dans Batman XXX: A Porn Parody réalisé par Axel Braun en 2010.
En janvier 2011, elle est de nouveau la grande gagnante des AVN Awards en étant la première actrice à remporter deux années de suite le trophée de la performeuse de l'année, remportant quatre récompenses en tout.
En 2012, à la suite de la naissance de son petit garçon (voir plus bas), Tori décide de mettre un terme à sa carrière.
En 2016, elle participe, en tant que jurée, à l'émission The Sex Factor, une télé-réalité sur internet produite par le site xHamster.
Le 20 juin 2017, elle annonce son retour dans l’industrie du porno sur Twitter et plus particulièrement sur Camsoda.

## Vie privée
En janvier 2011, Michelle Chapman et son fiancé Lyndell Anderson sont arrêtés pour motif de violences conjugales après une altercation survenue dans un hôtel de Las Vegas, conséquence d'une soirée alcoolisée expliquera-t-elle plus tard.
Le 16 décembre 2011, Michelle Chapman annonce sur son site officiel avoir donné naissance à son premier enfant, un garçon, le 13 octobre précédent, de son fiancé Lyndell Anderson. En 2012, en marge de la soirée d'AVN à Las Vegas, les deux parents ont une altercation.
Le 6 février 2013, Chapman annonce sur son site officiel être enceinte de quatre mois de son deuxième enfant.
En novembre 2013, dans une interview avec Karley Sciortino, Michelle Chapman révèle avoir été victime de viols collectifs dans sa jeunesse : « Il y a eu beaucoup de coups et de viols. Je ne dirais pas que c’était uniquement une question de sexe, mais plutôt de domination. À un moment donné, ils ont dû m’attacher parce que je me battais si fort. Je ne sais même pas combien de gars sont venus et sont partis. Ils m’ont observé pendant des quarts de travail. Quelqu’un s’endormait, puis quelqu’un d’autre me forçait à prendre de la drogue. Ils m’empêchaient de dormir pendant des jours. Ils ne voulaient pas que je dessoûle parce que j’aurais pu trouver comment sortir de là. Quand vous êtes défoncé, vous ne pensez pas très clairement,. »
Elle affirme que la pornographie lui a permis de s'affirmer et de reprendre le contrôle de son corps. Il est également révélé que pendant son enfance, elle a frappé une fille avec une batte de baseball qui l'avait poignardée sur fond d'une rivalité amoureuse.

## Filmographie sélective
- 2007 : Fresh Newcummers 2
- 2008 : 
  - 4 Finger Club 25
  - Evil Pink 4
  - Girlvana 4
  - Women Seeking Women 48
  - Women Seeking Women 49
- 2009 : Big Wet Asses 16
- 2010 : 
  - Women Seeking Women 66
  - Batman X
- 2011 : KissMe Girl 7
- 2012 : Me and My Girlfriend 1
- 2013 : Best of Girlvana
- 2014 : Hot Cherry Pies 7
- 2015 : Little Fur-maids
- 2016 : Epic Threesomes 2
- 2017 : Tori Black and Her Girlfriends

## Récompenses
- 2008 : CAVR Award – Hottie of Year
- 2009 : 
  - CAVR Award – Performer of Year
  - XRCO Awards – Starlet of Year
  - F.A.M.E. Awards – Favorite Rookie Starlet
- 2010 :
  - AVN Awards[11] :
    - performeuse de l'année (Female Performer of the Year)
    - best All-Girl Couples Sex Scene pour Field of Schemes 5 avec Lexi Belle
    - best All-Girl Three-Way Sex Scene pour The 8th Day avec Poppy Morgan et Bree Olson
    - best Tease Performance pour Tori Black Is Pretty Filthy
    - best Threeway Sex Scene pour Tori Black Is Pretty Filthy

  - XBIZ Award : Female Performer of the Year
  - F.A.M.E. Awards : Favorite Female Starlet
  - XRCO Awards Female Performer of the Year
- 2011 : 
  - AVN Awards[12] :
    - Best Oral Sex Scene pour Stripper Diaries
    - Best POV Sex Scene pour Jack's POV 15
    - Best Sex Scene in a Foreign-Shot Production pour Tori Black Nymphomaniac
    - Female Performer of the Year
- 2011 : 
  - XBIZ Award : Porn Star Site of the Year (ToriBlack.com)
  - XRCO Award : Female Performer of the Year

Nominations (2009)
- AVN Awards, Best New Starlet
- AVN Awards, Best POV Sex Scene, Fucked on Sight 4 (2008)
- AVN Awards, Best Couples Sex Scene, Pretty As They Cum (2008), avec Mark Ashley
- AVN Awards, Best All-Girl Group Sex Scene, Icon (2008), avec Jennifer Dark, Morgan Layne & Hillary Scott
- AVN Awards, Best All-Girl Group Sex Scene, Girlvana 4 (2008), avec Aubrey Adams, Karlie Montana, Crissy Moon
- XRCO Award : nommée comme Best New Starlet